# Лејкхерст (Њу Џерзи)
Лејкхерст (енгл. Lakehurst) град је у америчкој савезној држави Њу Џерзи.

## Демографија
По попису из 2010. године број становника је 2.654, што је 132 (5,2%) становника више него 2000. године.
|                   | 2010.          | 2000.          |
| Укупно            | 2 654 (100,0%) | 2 522 (100,0%) |
| Белци             | 1 880 (70,84%) | 2 030 (80,49%) |
| Хиспаноамериканци | 347 (13,07%)   | 201 (7,970%)   |
| Остали            | 344 (12,96%)   | 34 (1,348%)    |
| Азијати           | 56 (2,110%)    | 59 (2,339%)    |
| Афроамериканци    | 27 (1,017%)    | 198 (7,851%)   |